# Beautiful (chanson d'Eminem)
Pour les articles homonymes, voir Beautiful.
Singles de Eminem
Old Time's Sake
(2009) Forever
(2009)
Beautiful est une chanson de rap écrite et interprétée par le rappeur américain Eminem. La chanson figure sur son sixième album studio, Relapse. Elle est sortie en tant que quatrième single le 12 mai 2009 sur iTunes pour téléchargements numériques.

## Contenu
Certaines critiques soutiennent que la majorité de Relapse est un essai d'Eminem d'être une personne qu’il n'est plus (essayant d'évoluer à la personnalité et au modèle de la musique qu'il a eu sur The Slim Shady LP et Marshall Mathers LP). "Beautiful" est un exemple criant de la sincérité humiliante d'Eminem.
Dans "Beautiful", Eminem est véritable et fidèle à celui qu'il est maintenant. La chanson est une sortie créatrice de sa dépression, et traite la crise d'identité et ne pas pouvoir se trouver, étant perdu. Il décrit des événements dans son enfance où il a recherché une identité, ne se faisant pas confiance à lui-même et imitant d'autres, moulant son identité basée sur ce qui leur satisferait. Le thème de la chanson est la réalisation par Eminem que chaque personne devrait avoir sa propre personnalité, c'est-à-dire qu’il ne faut pas imiter les images des autres individus. « Beautiful » est la réalisation par Eminem de son identité perdue, et son essai d'être lui-même, n'essayant pas d'être dur (en faisant des chansons insultant d'autres rappeurs pour maintenir son ego et s'assurer que chacun pense qu'il est dur ainsi pour qu’il obtienne le respect) ou essayant d'être qui il était avant.
"Beautiful" traite les différents sentiments d'Eminem et ses impressions, allant de la dépression au sujet de sa célébrité et sa carrière à plus de concepts optimistes et inspirés, semblable à "Lose Yourself". Il est également à noter qu'Eminem ait commencé l’écriture de "Beautiful" quand il était en cure de désintoxication et l'a finie quand il était en état de sobriété, ce qui peuvent expliquer le contraste radical dans les paroles en comparaison avec d’autres chansons de Relapse.
"Beautiful" fait également une référence à la chanson "The Tears of a Clown" de Smokey Robinson & The Miracles issu de l’album Make It Happen sorti en 1967 dans le vers « I just hide behind the tears of a clown ».
De plus, cette chanson fait surtout une comparaison entre Eminem, ce que ressent l'artiste et sa ville natale, Detroit, qui est clairement en train de mourir, c'est le même sentiment que ressent Eminem.

## Sample
"Beautiful" utilise un sample de la chanson "Reaching Out" écrite par Don Black et Andy Hill et interprétée par Queen + Paul Rodgers durant leur tournée de 2005-2006. "Reaching Out" était à l'origine chantée par le groupe Rock Therapy en 1996.

## Réception
La chanson a reçu des acclamations très élevées et plusieurs revues favorables. Pitchfork déclare que Relapse fait un grand pas avec "Beautiful". Billboard a aussi donné des revues positives pour la chanson.

## Clip
Le clip a été tourné à Détroit et réalisé par Anthony Mandler. Il est diffusé pour la première fois le 2 juillet 2009 sur Yahoo! Music.
La vidéo commence avec des légendes déclarant que « en 1950, le Michigan était l'un des huit États d'Amérique qui ont collectivement produit 36 % du PNB du monde » et que « Détroit était la plus grande ville industrielle dans le monde ». Elle retourne alors aux images actuelles de la ville, montrant Eminem marchant dans trois structures abandonnées de cette ère qui a symbolisé l’arsenal de la démocratie (Michigan Central Station, l'ancienne usine de Packard, et Tiger Stadium, y compris la démolition de ce dernier), s'est jointe par plusieurs personnes appropriées à ce bâtiment (une femme plus âgée avec une valise, plusieurs travailleurs tenant leurs paniers-repas et outils, et une équipe de baseball de la jeunesse respectivement). Bien que la chanson originale contienne trois vers, la vidéo contient seulement les deux premiers.
Sur le site YouTube, le clip a passé la barre des 325 millions de vues.

## Liste des titres
| 1.   | Beautiful | 6:32 |
| 6:32 |           |      |

| 1.    | Beautiful        | 6:32 |
| 2.    | Beautiful (clip) | 4:21 |
| 10:53 |                  |      |

| 1.    | Beautiful                    | 6:32 |
| 2.    | 3 a.m. (Travis Barker Remix) | 5:20 |
| 11:52 |                              |      |

| 1.    | Beautiful (version radio)    | 4:00 |
| 2.    | Beautiful                    | 6:32 |
| 3.    | Beautiful (instrumentale)    | 6:37 |
| 4.    | 3 a.m. (Travis Barker Remix) | 5:20 |
| 22:29 |                              |      |

## Distinctions
| Année | Cérémonie              | Catégorie                                                         | Résultat |
| ----- | ---------------------- | ----------------------------------------------------------------- | -------- |
| 2010  | Grammy Awards          | Meilleure performance rap en solo (Best Rap Solo Performance=     | Nommé    |
| 2010  | MuchMusic Video Awards | Vidéo internationale de l'année (International Video Of The Year) | Nommé    |

## Classements
Beautiful est entrée à la 38e place du UK Singles Chart le 17 mai 2009 et est entrée une deuxième fois à la 31e place en raison de sa diffusion massive sur les radios. Depuis, la chanson y a atteint la 12e position. C'est la 21e d'Eminem à être au Top 40 au Royaume-Uni. La chanson a été classée sur la liste A de la playlist de BBC Radio 1.
Aux États-Unis, la chanson entre le 23 juillet 2009 à la 98e place du Billboard Hot 100 et y termine finalement  atteint la 17e place. C'est le neuvième single au Top 40 pour Eminem au Billboard Hot 100.
| Pays / classement (2009)                 | Meilleure position |
| ---------------------------------------- | ------------------ |
| Australie (ARIA)                         | 33                 |
| Canada                                   | 8                  |
| Danemark                                 | 40                 |
| Europe                                   | 26                 |
| Allemagne                                | 39                 |
| Irlande                                  | 22                 |
| Israël                                   | 4                  |
| Nouvelle-Zélande (RIA)                   | 4                  |
| Suède                                    | 47                 |
| Suisse                                   | 44                 |
| Royaume-Uni (UK Singles Chart)           | 12                 |
| États-Unis (Billboard Hot 100)           | 17                 |
| États-Unis (Billboard Pop 100)           | 11                 |
| États-Unis (Billboard Mainstream Top 40) | 35                 |

## Sources
- (en) Cet article est partiellement ou en totalité issu de l’article de Wikipédia en anglais intitulé « Beautiful (Eminem song) » (voir la liste des auteurs).